# 郝方林
郝方林（1956年5月—），男，汉族，辽宁省大连市人，中华人民共和国政治人物。1976年12月加入中国共产党，1975年7月参加工作，在职研究生学历，硕士学位，高级工程师。

## 生平
历任大连市建委副主任、党组成员，大连市人民政府副秘书长（正局级），大连经济技术开发区（出口加工区、旅游度假区）党组副书记、管委会副主任（正局级）。
2008年8月，任大连市甘井子区委副书记、区政府代区长，同年12月正式当选为区长。2011年3月，任甘井子区委书记，期间2015年曾荣获中共中央组织部授予的全国优秀县委书记荣誉称号。2016年1月任中国人民政治协商会议大连市委员会副主席、甘井子区委书记（同年5月不再担任）。2018年5月，届满退休。退休后曾担任大连市政协离退休党总支书记。
2024年8月，因涉嫌严重违纪违法，接受辽宁省纪委监委纪律审查和监察调查。